# Frans De Pauw
Frans De Pauw (Sint-Agatha-Berchem, 31 december 1929 - Jette, 8 januari 2006) was een Vlaams jurist en hoogleraar aan de Vrije Universiteit Brussel (VUB). De Pauw was medestichter van de VUB en wordt beschouwd als de grondlegger van de Medische campus (nu: Health Campus) van de VUB te Jette.

## Biografie
Hij werd geboren te Sint-Agatha-Berchem op 31 december 1929 en groeide daar op in een intellectueel Vlaams-vrijzinnig milieu. In 1951 studeerde hij af als licentiaat Germaanse filologie aan de Université libre de Bruxelles (ULB). Vijf jaar later werd hij doctor in de Rechten. Hij specialiseerde zich in volkenrecht en internationaal recht in New York en later ook in Den Haag (1962). Hij ontving diverse wetenschappelijke prijzen en beurzen. In 1961 werd hij benoemd tot hoogleraar aan de ULB, nadat hij daar assistent was geweest.
Hij huwde met Lydia Deveen (politica en hoogleraar VUB) waarmee hij drie kinderen had, waarvan de oudste vroegtijdig stierf aan hersenvliesontsteking veroorzaakt door een penicilline-resistente bacterie.
Na de splitsing tussen de Vrije Universiteit Brussel en de Université Libre de Bruxelles bleef hij in hoofdzaak aan de Vrije Universiteit Brussel verbonden en dat tot aan zijn emeritaat in 1993. Aan de Vrije Universiteit Brussel was hij onder meer directeur van het Centrum voor de Studie van het Recht van de Verenigde Naties en de Gespecialiseerde Instellingen (1969- 1987) en verschillende malen (1971-1974, 1981-1984, 1986-1988) decaan van de faculteit rechtsgeleerdheid. De Pauw doceerde ook als gastprofessor aan de universiteiten van Michigan, Sarajevo, Wuhan en Kigali. 
Al van tijdens zijn studententijd was De Pauw actief in de Vlaamse Beweging en ijverde hij voor de taalkundige splitsing van zijn universiteit. De Pauw was onder meer voorzitter van het Brussels Studenten Genootschap “Geen Taal Geen Vrijheid” (1950-1951) en medestichter van de Studiekring Vrij Onderzoek (1949). Als voorzitter van de (Nederlandstalige) Oud-studentenbond (1962-1963), als lid van de Vereniging voor Nederlandstalig Vrijzinnig Hoger Onderwijs en als medeoprichter van de Vereniging van Vlaamse Professoren (VVP) en secretaris van de afdeling Brussel groeide hij in de jaren 60 uit tot een van de spilfiguren in acties die uiteindelijk leidden tot de overheveling van de Franstalige afdeling van de Katholieke Universiteit Leuven naar Wallonië ('Leuven Vlaams') en de oprichting van de autonome Vrije Universiteit Brussel.
In de VVP, maar ook in diverse universitaire commissies en elders, vormde De Pauw een strategisch team met onder meer Aloïs Gerlo (de eerste rector van de Vrije Universiteit Brussel) en, later, René Butzler (de latere voorzitter van de Raad van Bestuur van het Academisch Ziekenhuis van de Vrije Universiteit Brussel). De Pauw was een fervent voorstander van de aanwezigheid van een Nederlandstalige universitaire gemeenschap in Brussel. Als lid van de ULB-werkgroep die de mogelijkheid tot structurele tweeledigheid moest onderzoeken en nadien ook in de zogenaamde Expertencommissie, bood De Pauw weerwerk aan hen die de Nederlandstalige universitaire gemeenschap uit Brussel wilden bannen. In dit verband pleitte hij nadrukkelijk voor een zelfstandige structuur en voor voldoende financiële middelen voor de Vrije Universiteit Brussel. Voor en tijdens de uitoefening van zijn decanaat heeft hij als lid en ondervoorzitter (1970-1971) van de raad van beheer een invloed gehad op de organisatiestructuur van de jonge Vrije Universiteit Brussel. Hij zetelde in diverse universitaire bestuurscommissies (onder meer het college dat de vereffening tussen de Vrije Universiteit Brussel en de Université Libre de Bruxelles moest regelen) en was hij de grondlegger van de medische campus te Jette.
De Pauw was de initiatiefnemer van het invoeren van het universitair avondonderwijs aan de Vrije Universiteit Brussel. De Pauw heeft zijn Vlaamsgezinde ideeën steeds verbonden met zijn internationale ervaring en zijn interesse voor de Rechten van de Mens. Uit zijn activiteiten als jurist in internationaal recht blijkt dat hij een pleitbezorger was voor minderheden en hun eigenheden overal ter wereld. Onderwijs en studie achtte hij van cruciaal belang om op de langere termijn onrecht tegen te gaan. Zijn Vlaams engagement komt eveneens voort uit protest tegen onaanvaardbare situaties en anomalieën. Deze humane ingesteldheid verklaart waarom De Pauw voorzitter was van het Belgisch Comité voor Hulp aan Vluchtelingen, buitenlands waarnemer was voor de verkiezingen van de Palestijnse Nationale Autoriteit (eind 1995)

## Erkenning
- De Pauw verkreeg als (ere-)ondervoorzitter van de Vlaamse Juristenvereniging in 1993 de Prijs van de Vlaamse Pleiter voor zijn inzet voor de Vlaamse zaak in Brussel.
- Van het Vlaams Komitee voor Brussel ontving hij in oktober 2004 de jaarlijkse erepenning Albert De Cuyper voor zijn inzet voor de toepassing van de taalwetgeving in gerechtszaken in Brussel.[1]

- Gemeinsame Normdatei: 1049185471
- International Standard Name Identifier: 0000 0000 4308 927X
- Library of Congress Control Number: no93016283
- Nederlandse Thesaurus van Auteursnamen: 069067635
- Système universitaire de documentation: 192339850
- Virtual International Authority File: 21715547
- WorldCat: E39PBJB4c9f7bX7D6JmjDfWxDq